# Ад'ювантна терапія
Ад'ювантна терапія, також відома як ад'юнктна терапія, додаткова терапія та ад'ювантне лікування, — це терапія, яка призначається додатково до первинної терапії або початкового лікування, для досягнення максимальної ефективності. Зараз термін «терапія раку» в основному використовується для опису ад'ювантних методів лікування раку. Прикладом такої ад'ювантної терапії є додаткове лікування, яке зазвичай призначають після операції, коли всі наявні утворення були видалені, але зберігається статистичний ризик рецидиву через наявність невиявлених пухлин. Якщо відомо, що пухлина залишилася після операції, то подальше лікування технічно не є ад'ювантним. Ад'ювантний препарат змінює дію іншого препарату, тому ад'ювантна терапія модифікує іншу терапію.

## Історія
Термін «ад'ювантна терапія», що походить від латинського терміна adjuvāre, що означає «допомагати», вперше був введений Полом Карбоном (Paul Carbone) та його командою в Національному інституті раку в 1963 році. У 1968 в рамках Національного проєкту хірургічного додаткового лікування раку грудей та кишечника було опубліковано результати дослідження B-01, яке було першим рандомізованим випробуванням, в якому оцінювали дію додаткового алкілуючого препарату при раку молочної залози. Результати показали, що ад'ювантна терапія, проведена після початкової радикальної мастектомії, «значуще знизила частоту рецидивів у жінок у передменопаузі з ураженням чотирьох і більше пахвовиї лімфатичних вузлів».
Початкова теорія використання ад'ювантного лікування як доповнення до первинної операції була застосована на практиці Джанні Бонадонна (Gianni Bonadonna) та його колегами з Інституту Туморі в Італії в 1973 році, де вони провели рандомізоване дослідження, яке продемонструвало більш сприятливі результати виживання, при використанні циклофосфаміду метотрексату флуороурацилу (CMF) після початкової мастектомії.
У 1976 році, незабаром після знаменного дослідження Бонадонни, Бернар Фішер з Піттсбурзького університету ініціював аналогічне рандомізоване дослідження, яке порівнювало виживання хворих на рак молочної залози, які отримували опромінення після первинної мастектомії, з тими, кому проводили тільки операцію. Його результати, опубліковані в 1985 році, свідчили про збільшення виживання без рецидиву хвороби для першої групи.
Незважаючи на початкову думку хірургів, які вважали, що радикальна мастектомія була достатньою для видалення всіх слідів раку, успіх випробувань Бонадонни та Фішера зробив ад'ювантну терапію невід'ємною частиною онкології. З тих пір область ад'ювантної терапії значно розширилася і містить широкий спектр ад'ювантних методів, зокрема хімієтерапію, імунотерапію, гормональну терапію та променеву терапію.

## Неоад'ювантна терапія
Неоад'ювантна терапія, на відміну від ад'ювантної, призначається до початку основного лікування. Наприклад, системна терапія раку молочної залози, яка проводиться перед видаленням органу, вважається неоад'ювантною хіміотерапією. Найбільш поширеним показанням до неоад'ювантної терапії є зменшення розміру пухлини для підвищення ефективності майбутньої операції.
В контексті раку молочної залози неоад'ювантна хіміотерапія, що застосовується перед операцією, може покращити виживаність пацієнтів. Якщо в тканині, вилученої з місця росту пухлини після терапії неоад'ювантними препаратами, немає активних клітин раку, медики класифікують випадок як «повна патологоанатомічна відповідь» або «pCR» (pathologic complete response). Незважаючи на те, що відповідь на терапію було продемонстровано як сильний предиктор результату лікування, медичне співтовариство досі не має єдиної думки щодо визначення pCR для різних підтипів раку молочної залози. Залишається незрозумілим, чи можна використовувати pCR як сурогатну кінцеву точку у дослідженнях раку молочної залози.

## Ад'ювантна терапія раку
Наприклад, променева або системна терапія зазвичай призначається як допоміжне лікування після оперативного лікування раку молочної залози. Системна терапія складається з хіміотерапії, імунотерапії або модифікаторів біологічної відповіді, або гормональної терапії. Онкологи використовують статистичні дані для оцінки ризику рецидиву захворювання, перш ніж приймати рішення щодо конкретної ад'ювантної терапії. Метою ад'ювантного лікування є полегшення симптомів, характерних для захворювання та збільшення загальної виживаності. Оскільки це лікування направлене, в основному, на ризики, а не на наявне захворювання, вважають, що частина пацієнтів, які отримують ад'ювантну терапію, вже вилікувані первинною операцією.
Ад'ювантну системну терапію та променеву терапію часто проводять після хірургічного втручання багатьох видів раку, включаючи рак товстої кишки, рак легень, рак підшлункової залози, рак молочної залози, рак простати та деякі гінекологічні раки. Однак при деяких формах раку користь від ад'ювантної терапії не була доказана. До таких захворювань належать нирковоклітинний рак та певні форми раку мозку.
Терапія гіпертермією або теплова терапія також є різновидом допоміжної терапії, яка проводиться разом з променевою або хіміотерапією для посилення ефектів цих традиційних методів лікування. Нагрівання пухлини за допомогою радіочастотної або мікрохвильової енергії збільшує вміст кисню в ділянці пухлини, що призводить до посилення відповіді під час променевої або хіміотерапії. Наприклад, гіпертермія двічі на тиждень додається до променевої терапії для повного курсу лікування у багатьох онкологічних центрах, і є заклик збільшити її використання у всьому світі.

### Суперечки
Мотив, притаманний всій історії лікування раку, — це тенденція до надмірне лікування. З моменту початку застосування ад'ювантної терапії проходило ретельне вивчення його побічних ефектів на якість життя онкологічних хворих. Наприклад, оскільки побічні ефекти ад'ювантної хіміотерапії можуть варіюватися від нудоти до втрати фертильності, практичні лікарі дотримуються обережності, призначаючи хіміотерапію.
В контексті меланоми, певні види лікування, такі як іпілімумаб, призводять до тяжких побічних ефектів, або імуно-опосередкованих побічних ефектів, у 10-15 % пацієнтів, які подібні ефектам самої метастатичної меланоми. Аналогічно існують кілька загальних ад'ювантних методів терапії, які можуть викликати серцево-судинні захворювання. У таких випадках лікарі повинні зважувати ймовірність і вплив майбутнього рецидиву раку проти негайних негативних наслідків лікування і враховувати такі фактори, як вік та відносне серцево-судинне здоров'я пацієнта, перш ніж призначати певні види ад'ювантної терапії.
Один з найпомітніших побічних ефектів ад'ювантної терапії — втрата фертильності. Для хлопчиків до настання статевого дозрівання кріоконсервація тканин яєчок — це варіант збереження майбутньої фертильності. Для чоловіків після статевого дозрівання цей побічний ефект може бути попереджений кріоконсервацією сперми. Для жінок до менопаузи можливість зберегти фертильність часто набагато складніша. Наприклад, пацієнткам фертильного віку з раком молочної залози, часто доводиться зважувати ризики та переваги, пов'язані з початком режиму ад'ювантної терапії після первинного лікування. У деяких ситуаціях з низьким рівнем ризику рецидиву, та низьким рівнем зиску від лікування, відмова від ад'ювантного лікування може бути розумним рішенням. Але у випадках, коли ризик метастазування високий, пацієнтка може бути змушена робити важкий вибір. Хоча й існують варіанти збереження фертильності (наприклад, збереження ембріонів, кріоконсервація яйцеклітин, супресія яєчників тощо), у більшості випадків вони вимагають багато часу та є дорогими.
Внаслідок ускладнень, які можуть бути результатом необмеженого використання ад'ювантної терапії, філософія щодо її застосування в клінічних умовах змістилася у бік завдання якомога меншої шкоди пацієнтам. Для оптимізації ефективності терапії та мінімізації токсичних побічних явищ стандарти інтенсивності доз ад'ювантних методів лікування та їх тривалості постійно переглядаються.

### Супутня або конкурентна системна терапія раку
Супутня або конкурентна системна терапія раку це призначення медикаментозного лікування одночасно з іншими методами терапії, такими як променева терапія. Ад'ювантна гормональна терапія призначається після видалення простати при її раковому ураженні, але є побоювання, що побічні ефекти, зокрема, серцево-судинні, можуть переважити ризик рецидиву.
При раку молочної залози ад'ювантна терапія може складатися з хіміотерапії (доксорубіцин, герцептин, паклітаксел, доцетаксел, циклофосфамід, фторурацил та метотрексат) та променевої терапії, особливо після лампектомії, та гормональної терапії (тамоксифен, фемара). Ад'ювантна терапія при раку молочної залози застосовується на першій та другій стадіях після лампектомії та на третій стадії раку через ураження лімфатичних вузлів.
у разі мультиформної гліобластоми ад'ювантна хіміотерапія є критичною у випадку повністю видаленої пухлини, тому що при її відсутності рецидив виникає через 1–3 місяці.
На ранній стадії дрібноклітинного раку легенів, призначаються ад'ювантна хіміотерапія гемзаром, цисплатином, паклітакселом, доцетакселом та іншими хімієтерапевтичними засобами, та ад'ювантна променева терапія на легені, щоб запобігти місцевому рецидиву, або на мозок для запобігання метастазів.
При раку яєчок ад'ювантна або променева, або хіміотерапія може застосовуватися після орхідектомії. Раніше в основному застосовували променеву терапію, оскільки повний курс цитотоксичної хіміотерапії давав набагато більше побічних ефектів, ніж курс зовнішньої променевої терапії (EBRT). Однак було виявлено, що разова доза карбоплатину настільки ж ефективна, як EBRT при раку яєчок II стадії, маючи лише легкі побічні ефекти (минуща мієлосупресивна дія проти тяжкої та тривалої мієлосупресивної нейтропенічної хвороби при звичайній хімієтерапії та набагато менше випадків блювоти, діареї, мукозиту та відсутність алопеції у 90 % хворих.
Ад'ювантна терапія особливо ефективна при деяких видах раку, включаючи колоректальний, рак легенів та медулобластому. При повністю видаленій медулобластомі 5-річна виживаність становить 85 %, якщо проводиться ад'ювантна хіміотерапія та/або краніоспінальне опромінення, і лише 10 %, якщо ні. Профілактичне опромінення черепа при гострому лімфобластному лейкозі (ALL) є фактично ад'ювантним лікуванням, і більшість фахівців погоджуються, що опромінення черепа знижує ризик рецидиву ALL у центральній нервовій системі і, можливо, ризик гострого мієлоїдного лейкозу (AML), але воно може спричинити серйозні побічні ефекти. Ад'ювантне застосування метотрексату та гідрокортизону при введенні у оболонки мозку (інтратекально) може бути настільки ж ефективним, як і опромінення черепу, без серйозних відтермінованих ефектів, таких як затримка росту, деменція та підвищений ризик другого злоякісного утворення.

### Щільнодозова хіміотерапія
Нещодавно щільнодозова хіміотерапія (DDC) стала ефективним методом ад'ювантної хіміотерапії. DDC використовує криву Гомперца для пояснення росту пухлинних клітин після первинної операції, яка видаляє більшу частину пухлинної маси. Ракові клітини, які залишаються після операції, як правило, це клітини що швидко діляться, що робить їх найбільш вразливими до хіміотерапії. Стандартні схеми хіміотерапії зазвичай призначаються кожні 3 тижні, щоб дозволити відновитись нормальним клітинам. Ця практика привела вчених до гіпотези, що рецидив раку після хірургічного втручання та хіміотерапії може бути наслідком того, що швидкість поділу цих клітин випереджає швидкість дії хіміотерапії. DDC намагається обійти цю проблему, шляхом застосування хіміотерапії кожні 2 тижні. Щоб зменшити побічні ефекти хіміотерапії, які можуть посилитись при більш інтенсивному лікуванні, зазвичай разом з DDC для відновлення кількості лейкоцитів призначають фактори росту. Нещодавній мета-аналіз (2018) клінічних випробувань DDC у пацієнтів з раком молочної залози на ранній стадії показав перспективні результати у жінок в передменопаузі, проте DDC ще не став стандартом лікування в клініках.

### Окремі ракові захворювання

#### Злоякісна меланома
Роль ад'ювантної терапії при злоякісній меланомі гостро обговорюється онкологами. У 1995 році багатоцентрове дослідження повідомило про покращення довготривалої та безрецидивної виживаності пацієнтів із меланомою, яким призначали інтерферон альфа-2b як ад'ювантну терапію. Через це, пізніше того ж року Управління з контролю за продуктами і ліками США (FDA) затвердило використання інтерферон альфа-2b для пацієнтів із прооперованою меланомою, щоб зменшити ризик її рецидиву.
Ад'ювантна хіміотерапія застосовується при злоякісній меланомі, але є мало вагомих доказів ефективності її використання. Меланома не є стійким до хіміотерапії злоякісним захворюванням. Дакарбазин, темозоломід та цисплатин мають відтворюваний рівень відповіді на лікування 10–20 % при метастатичній меланомі; однак ця відповідь часто є короткочасною і майже ніколи не буває повною. Багаторазові дослідження показали, що ад'ювантна променева терапія покращує показник місцевого рецидиву у хворих з високим ризиком. Однак жодне з цих досліджень не показало, що ад'ювантна променева терапія мала статистично значущий зиск для виживання пацієнтів.
В даний час проводиться ряд досліджень, для визначення, чи приносять користь імуномодулюючі засоби, які виявили свою ефективність при метастазах, як ад'ювантне лікування в пацієнтів після операції на 3 та 4 стадії захворювання.

#### Колоректальний рак
Ад'ювантна хіміотерапія ефективна для запобігання розвитку мікрометастатичного процесу колоректального раку, видаленого хірургічним шляхом. Дослідження показали, що фторурацил є ефективною ад'ювантною хіміотерапією серед пацієнтів із мікросателітною стабільністю або мікросателітною нестабільністю низького рівня, але не у пацієнтів з мікросателітною нестабільністю високого рівня.

#### Рак підшлункової залози

##### Екзокринний
Екзокринний рак підшлункової залози має один із найнижчих 5-річних показників виживання серед усіх онкологічних захворювань. Через погані результати хірургічного втручання без інших методів лікування, була широко розглянута можлива роль ад'ювантної терапії. Ряд досліджень встановив, що 6 місяців хіміотерапії або гемцитабіном, або фторурацилом, порівняно з тільки спостереженням, покращує загальну виживаність. Тривають нові випробування лікарських засобів, таких як інгібітори імунної контрольної точки, інгібітори запрограмованої смерті 1 (PD-1) та PD-L1 (ліганд PD-1).

#### Рак легенів

##### Недрібноклітинний рак легень(NSCLC)
У 2015 році всебічний метааналіз 47-ми досліджень за участі 11 107 пацієнтів виявив, що пацієнти з NSCLC отримують користь від ад'ювантної терапії у вигляді хіміо- та/або променевої терапії. Результати виявили, що пацієнти, які отримували хіміотерапію після операції, жили на 4 % довше, ніж ті, хто не отримував хіміотерапію. Вважається, що токсичність, що спостерігається внаслідок ад'ювантної хіміотерапії, є керованою.

#### Рак сечового міхура
Продемонстровано, що неоад'ювантна хіміотерапія на основі препаратів платини покращує загальну виживаність при запущеному раку сечового міхура, але існують певні суперечки щодо режиму застосування. Непередбачувана відповідь з боку пацієнтів залишається недоліком неоад'ювантної терапії. Хоча вона може скоротити об'єм пухлини у деяких пацієнтів, інші можуть взагалі не реагувати на лікування. Було продемонстровано, що затримка операції більше 12 тижнів з моменту встановлення діагнозу може знизити загальну виживаність. Таким чином, час провення неоад'ювантної терапії набуває критичного значення, оскільки її курс може затримати цистектомію та дати можливість пухлині рости й надалі метастазувати.

#### Рак молочної залози
Вже більше 30-ти років відомо, що ад'ювантна хімієоерапія збільшує безрецидивну виживаність у пацієнток з раком молочної залози. У 2001 році після національної конференції, Національна служба здоров'я США дійшла висновку: «Через те, що ад'ювантна поліхіміотерапія збільшує виживаність, її слід рекомендувати більшості жінок з локалізованим раком молочної залози незалежно від стану лімфатичних вузлів, менопаузи або статусу гормональних рецепторів».
До агентів, що застосовуються, належать:
| - Циклофосфамід - Метотрексат - Фторурацил - Доксорубіцин | - Доцетаксел - Паклітаксел - Епірубіцин |

Однак були висловлені етичні занепокоєння щодо величини користі від цієї терапії, оскільки вона передбачає подальше лікування пацієнтів з невідомою ймовірністю рецидиву. Доктор Бернард Фішер одним з перших провів клінічне випробування, що оцінює ефективність ад'ювантної терапії для пацієнтів з раком молочної залози. Таке дослідження характеризується як «оцінка величини користі», коли потенційні переваги оцінюються з боку токсичності, вартості лікування та інших потенційних побічних ефектів.

#### Комбінована ад'ювантна хіміотерапія при раку молочної залози
Прийом двох або більше хіміотерапевтичних препаратів одночасно може знизити ризик рецидиву раку та збільшити загальну виживаність пацієнтів з раком молочної залози. Зазвичай схеми комбінованої хіміотерапії включають:
- Доксорубіцин і циклофосфамід
- Доксорубіцин і циклофосфамід з подальшим доцетакселом
- Доксорубіцин і циклофосфамід, а потім циклофосфамід, метотрексат та фторурацил
- Циклофосфамід, метотрексат та фторурацил.
- Доцетаксел і циклофосфамід.
- Доцетаксел, доксорубіцин та циклофосфамід
- Циклофосфамід, епірубіцин та фторурацил.[24]

#### Рак яєчників
Приблизно 15 % випадків раку яєчників виявляються на ранній стадії, при якій 5-річна виживаність становить 92 %. Норвезький метааналіз 22-х рандомізованих досліджень, присвячених лікуванню раку яєчників на ранній стадії, виявив імовірність того, що 8 з 10 жінок, які отримували лікування цисплатином після первинної операції, отримували надмірне лікування. Пацієнтки, у яких хвороба була діагностована на ранній стадії, і які отримували лікування цисплатином відразу після операції, мали гірший стан, ніж пацієнтки, які його не отримували. Додатковим фокусом хірургічного лікування для молодих жінок з раком на ранній стадії є збереження контралатерального яєчника для збереження фертильності.
Більшість випадків раку яєчників виявляється на запущених стадіях, коли виживаність сильно знижується.

#### Рак шийки матки
Дослідження показали, що на ранній стадії раку шийки матки, хіміотерапія препаратами на основі платини після хіміоопромінювання може покращити виживаність. Для запущеного раку шийки матки необхідні подальші дослідження для визначення ефективності, токсичності ад'ювантної хіміотерапії, та впливу її на якість життя.

#### Рак ендометрію
Оскільки більшість випадків раку ендометрію діагностуються на ранніх стадіях і, як правило, дуже добре піддаються лікуванню хірургічним шляхом, ад'ювантну терапію призначають лише після спостереження та виявлення гістологічниї факторів, які вказують що у пацієнтки високий ризик рецидиву. Ад'ювантне опромінення таза ретельно вивчалося щодо його застосування у жінок до 60 років, оскільки були дослідження, які показали зниження виживання та збільшення ризику появи інших злоякісних новоутворень після лікування.
При запущеному раку ендометрію ад'ювантне лікування, як правило, є променевим, хіміотерапевтичним або їх комбінацією. Хоча запущена хвороба складає лише близько 15 % діагнозів, вона становить 50 % смертей від раку ендометрію. Пацієнти, які проходять радіаційне та/або хіміотерапевтичне лікування, іноді мають середні переваги щодо настання рецидиву.

#### Рак яєчок

##### I стадія
Для семіноми є три стандартні варіанти лікування: активне спостереження, ад'ювантна променева терапія або ад'ювантна хіміотерапія. Для несеменомного раку варіанти лікування включають: активне спостереження, ад'ювантну хіміотерапію та ретроперитонеальну дисекцію лімфатичних вузлів.
Як і для всіх раків репродуктивних органів, слід дотримуватися певної обережності, вирішуючи використовувати ад'ювантну терапію для лікування раку яєчок на ранній стадії. Хоча 5-річна виживаність при раку яєчок на I стадії становить приблизно 99 %, все ще існує невизначеність щодо того, чи слід інтенсивно лікувати пацієнтів на I стадії для запобігання рецидиву чи чекати, поки у них виникне рецидив. У пацієнтів, які отримують стандартні схеми хіміотерапії, можуть спостерігатися «інші злоякісні новоутворення, серцево-судинні захворювання, нейротоксичність, нефротоксичність, легенева токсичність, гіпогонадизм, зниження фертильності та психосоціальні проблеми». Таким чином, щоб мінімізувати надмірне лікування та уникнути потенційної токсичності, спричиненої ад'ювантною терапією, сьогодні більшість пацієнтів отримують активне спостереження.

### Побічні ефекти ад'ювантної терапії раку
Залежно від того, яка форма лікування використовується, ад'ювантна терапія може мати побічні ефекти, як і будь-яке лікування новоутворень. Хіміотерапія часто викликає блювоту, нудоту, алопецію, мукозит, мієлосупресію, особливо нейтропенію, що іноді призводить до септицемії. Деякі хіміотерапевтичні засоби можуть викликати гострий мієлоїдний лейкоз, зокрема алкілуючі агенти. Рідко цей ризик може перевищувати ризик рецидиву первинної пухлини. Залежно від застосованих агентів, можливе виникнення таких побічних ефектів, як викликана хіміотерапією периферична нейропатія, лейкоенцефалопатія, пошкодження сечового міхура, запор або діарея, крововиливи або післяхіміотерапевтичні когнітивні порушення. Променева терапія викликає променевий дерматит, втому, і, залежно від ділянки, що опромінюється, може мати інші побічні ефекти. Наприклад, променева терапія мозку може спричинити втрату пам'яті, головний біль, алопецію та променевий некроз мозку. При опроміненні животу або хребта можуть виникнути нудота, блювота, діарея та дисфагія. При опроміненні таза може виникнути простатит, проктит, дизурія, метрит, діарея та біль у животі. Ад'ювантна гормональна терапія раку передміхурової залози може спричинити серцево-судинні захворювання та інші, можливо важкі, побічні ефекти.

## Дивиться також
- Анальгетичний ад'ювант